# Lampides butleri
Lampides butleri är en fjärilsart som beskrevs av Rothschild 1915. Lampides butleri ingår i släktet Lampides och familjen juvelvingar. Inga underarter finns listade i Catalogue of Life.